# Nilideal
În matematică, în special în teoria inelelor⁠(d), se spune că un ideal stâng, drept sau bilateral al unui inel este un nilideal dacă oricare element al său este nilpotent.
Nilradicalul unui inel comutativ este un exemplu de nilideal; de fapt, este idealul maximal al inelului în raport cu proprietatea de a fi nilpotent. Din păcate, la inelele necomutative mulțimea de elemente nilpotente nu formează întotdeauna un ideal.

## Inele comutative
În inelele comutative, nilidealele sunt mai bine înțelese decât în inelele necommutative, în primul rând pentru că în inelele comutative, produsele care implică elementele nilpotente și sumele elementelor nilpotente sunt ambele nilpotente. Acest lucru se datorează faptului că dacă a și b sunt elemente nilpotente ale lui R cu an = 0 și bm = 0, iar r este orice element al lui R, atunci {\displaystyle (a\cdot r)^{n}=a^{n}\cdot r^{n}=0,} iar după binomul lui Newton, {\displaystyle (a+b)^{(m+n)}=0.} Prin urmare, mulțimea tuturor elementelor nilpotente formează un ideal cunoscut sub numele de nilradicalul unui inel. Deoarece nilradicalul conține orice element nilpotent, un ideal al unui inel comutativ este nilideal dacă și numai dacă este o submulțime a nilradicalului, deci nilradicalul este maximal între idealele care nu sunt nilideale. Mai mult, pentru orice element nilpotent a al unui inel comutativ R, idealul aR este un nilideal. Totuși, pentru un inel necomutativ, în general, nu este adevărat că mulțimea elementelor nilpotente formează un ideal sau că {\displaystyle a\cdot R} este un nilideal (unilateral), chiar dacă a este nilpotent.

## Inele necomutative
Teoria nilidealelor este de o importanță majoră în teoria inelelor necomutative. În particular, prin înțelegerea inelelor ale căror elemente sunt toate nilpotente se poate obține o înțelegere mult mai bună a inelelor mai generale.
În cazul inelelor comutative există întotdeauna un nilideal maximal: nilradicalul inelului. Existența unui astfel de nilideal maximal în cazul inelelor necomutative este garantată de faptul că suma nilidealelor este și ea un nilideal. Totuși, adevărul afirmației că suma a două nilideale stângi este și ea un nilideal stâng nu era demonstrat în 2023.

## Relația cu idealele nilpotente
Noțiunea de nilideal are o legătură strânsă cu cea de ideal nilpotent, iar în unele clase de inele cele două noțiuni coincid. Dacă un ideal este nilpotent, este, desigur, un nilideal. Însă există două limitări ca nilidealele să fie nilpotente:
1. Nu trebuie să existe o margine superioară pentru exponentul care anulează elemente. Exponenții pot fi oricât de mari.
2. Produsul a n elemente nilpotente poate fi nenul pentru n oricât de mare.

Evident, ambele limitări trebuie evitate pentru ca un nilideal să poată fi nilpotent.
Într-un inel artinian drept, orice nilideal este nilpotent. Acest lucru este demonstrat prin observația că orice nilideal este conținut în radicalul Jacobson⁠(d) al inelului și, deoarece radicalul Jacobson este un ideal nilpotent (datorită ipotezei artiniene), enunțul rezultă. De fapt, acest lucru poate fi generalizat la inele noetheriene⁠(d) drepte; acest rezultat este cunoscut sub numele de teorema lui Levitzky.